# Axtorp
Axtorp är en bebyggelse i väster om Förlanda i Förlanda socken i Kungsbacka kommun. Från 2015 avgränsar SCB här en småort. Vid avgränsningen 2023 var denna uppdelad på två där den södra kallas Axtorp södra.